# Asthenara socia
Asthenara socia là một loài tò vò trong họ Ichneumonidae.